# 3,4-ジメトキシフェネチルアミン
3,4-ジメトキシフェネチルアミン(3,4-Dimethoxyphenethylamine, DMPEA)は、フェネチルアミン系の化合物の1つである。ヒトの主要な神経伝達物質であるドーパミンの3位と4位のヒドロキシル基がメトキシ基に置き換わったアナログである。メスカリン（3,4,5-トリメトキシフェネチルアミン）とも密接な関連がある。

## 化学
当時は「ホモベラトリルアミン」と呼ばれていたDMPEAの初期の合成の1つは、PictetとFinkelsteinによるもので、彼らはバニリンを出発物質とする多段階過程で合成した。その後、以下のような似た過程がBuckとPerkinによっても行われている。
ベラトルアルデヒド → 3,4-ジメトキシケイ皮酸 → 3,4-ジメトキシフェニルプロピオン酸 → 3,4-ジメトキシフェニルプロピオンアミド → 3,4-ジメトキシフェネチルアミン
より短い合成過程もShulginとShulginにより得られている。

### 誘導体
ベバントロール合成に利用される。

## 薬理学
モノアミン酸化酵素阻害薬としての活性を持つ。

## 天然の存在
多聞柱(Echinopsis pachanoi)やブラジル柱(Echinopsis peruviana)等のサボテンにメスカリンとともに含まれる。